# Janka Simowitsch
Janka Simowitsch (* 1987 in Rostock) ist eine deutsche Pianistin.

## Werdegang
Simowitsch studierte an der Hochschule für Musik und Theater Rostock bei Matthias Kirschnereit, Karl-Heinz Will und Bernd Zack. Es folgte ein Aufbaustudium an der Zürcher Hochschule der Künste bei Konstantin Scherbakov. Gefördert wurde sie durch die Horst-Rahe-Stiftung und durch die Studienstiftung des deutschen Volkes. Ab 2012 hatte Simowitsch einen Lehrauftrag an der Hochschule für Musik und Theater Rostock und zusätzlich ab 2016 an der Hochschule für Musik und Theater „Felix Mendelssohn Bartholdy“ Leipzig. Seit 2020 arbeitet sie als Dozentin an der Hochschule für Katholische Kirchenmusik und Musikpädagogik Regensburg.
Simowitschs Debütalbum MakeUp ist eine Zusammenstellung musikalischer Adaptionen, die von Transkriptionen über Opernparaphrasen bis zu Variationswerken reichen. In diesem Sinne ist auch der Begriff Make-up zu verstehen: Vorhandenes zur Geltung bringen mit bewusst eigenen Akzenten. Es handelt sich um Bearbeitungen von Werken von Bach, Mozart, Paganini, Schumann und Strauss durch Brahms, Busoni, Grünfeld, Liszt, Tausig und Thalberg.

## Diskografie
- 2013: MakeUp (ARS Produktion)